# Marele Premiu al Argentinei
Marele Premiu al Argentinei a fost o cursă de Formula 1 ce s-a desfășurat între 1953 și 1998. Deși nu se mai regăsește în calendarul competițional al Formulei 1, cursa are o istorie lungă și variată. Remarcând succesul pe care îl avea Juan Manuel Fangio în cursele cu motor, președintele de atunci al Argentinei, Juan Perón, a insistat pentru construirea unui circuit de Formula 1 chiar în țara multiplului campion mondial.

## Istoric
Construit pe mlaștinile din jurul orașului Buenos Aires, în 1952, "Autódromo", așa cum era cunoscut, avea aspectul unei arcade albe, fiind dedicat memoriei amiralului Guillermo Brown (William Brown). Circuitul a fost inaugurat în martie 1952 când s-a organizat "Cupa Perón", câștigată de Fangio. În 1953, Autodromul a găzduit prima cursă de Formula 1 desfășurată în afara Europei. Fangio cu al său Maserati s-a văzut nevoit să se retragă încă din turul 36, din cauza unor probleme la transmisie; victoria lui Alberto Ascari pentru Ferrari a fost umbrită de un tragic accident în stadion, accident soldat cu nouă morți.
Anul următor, la a doua participare, Fangio a reușit să urce pe cea mai înaltă treaptă a podiumului. În cele patru Mari Premii ce au urmat în Argentina el a obținut 3 victorii. În 1958 s-a impus Stirling Moss într-o cursă ce avea să fie penultima din remarcabila carieră a lui Fangio. Retragerea sa, împreună cu exilul lui Perón din 1955 (la conducerea Argentinei au urmat o serie de guverne instabile) au condus în 1961 la dispariția din F1 a Marelui Premiu al Argentinei. Această dispariție s-a prelungit pentru mai bine de o decadă.
În 1971, s-a desfășurat o cursă la Buenos Aires, dar aceasta nu a făcut parte din calendarul competițional al Campionatului Mondial. Respectiva cursă a fost câștigată de Chris Amon după două serii. Revenirea Argentinei în Formula 1 nu s-a petrecut mai devreme de 1972, când noul erou local a fost Carlos Reutemann. Reutemann a reușit pole-position-ul în cursa sa de debut în F1, devenind doar al doilea pilot ce reușise acest lucru până în acel moment. Cursa propriu-zisă a fost câștigată de campionul mondial Jackie Stewart. În 1982, Marele Premiu al Argentinei a ieșit din nou din calendarul competițional al Formulei 1. Această a doua pauză a fost cauzată de retragerea lui Reutemann și de Războiul Malvinelor.
În 1991, un consorțiu privat a cumpărat pista și a hotărât să o dezvolte. S-a reușit programarea în calendarul competițional al Formulei 1 din 1994 (octombrie), dar cursa a fost anulată pentru a se continua modernizarea circuitului. Marele Premiu al Argentinei a revenit în F1 în 1995, cu victoria lui Damon Hill. În 1996, Hill s-a impus din nou, devenind campion monidal la finalul acelui an. Același lucru s-a petrecut și în 1997, când victoria i-a revenit lui Jacques Villeneuve. Din păcate, dificultățile financiare au făcut ca Marele Premiu din 1998 să fie ultimul desfășurat în Formula 1, în Argentina. Steagul cu pătrățele alb-negre a anunțat atunci victoria lui Michael Schumacher, germanul ajungând în acel moment la cea de-a noua reușită pentru Ferrari.

## Edițiile Marelui Premiu al Argentinei
Toate edițiile au avut loc pe Circuitul Oscar Alfredo Gálvez.
Evenimentele scrise pe fond roz indică anii în care cursa nu a făcut parte din Campionatul Mondial de Formula 1.
| An          | Pole position         | Cel mai rapid tur     | Pilotul câștigător             | Constructorul câștigător | Detalii      |
| ----------- | --------------------- | --------------------- | ------------------------------ | ------------------------ | ------------ |
| 1998        | David Coulthard       | Alexander Wurz        | Michael Schumacher             | Ferrari                  | Detalii      |
| 1997        | Jacques Villeneuve    | Gerhard Berger        | Jacques Villeneuve             | Williams-Renault         | Detalii      |
| 1996        | Damon Hill            | Jean Alesi            | Damon Hill                     | Williams-Renault         | Detalii      |
| 1995        | David Coulthard       | Michael Schumacher    | Damon Hill                     | Williams-Renault         | Detalii      |
| 1994 - 1982 | Nedesfășurat          | Nedesfășurat          | Nedesfășurat                   | Nedesfășurat             | Nedesfășurat |
| 1981        | Nelson Piquet         | Nelson Piquet         | Nelson Piquet                  | Brabham-Ford             | Detalii      |
| 1980        | Alan Jones            | Alan Jones            | Alan Jones                     | Williams-Ford            | Detalii      |
| 1979        | Jacques Laffite       | Jacques Laffite       | Jacques Laffite                | Ligier-Ford              | Detalii      |
| 1978        | Mario Andretti        | Gilles Villeneuve     | Mario Andretti                 | Lotus-Ford               | Detalii      |
| 1977        | James Hunt            | James Hunt            | Jody Scheckter                 | Wolf-Ford                | Detalii      |
| 1976        | Nedesfășurat          | Nedesfășurat          | Nedesfășurat                   | Nedesfășurat             | Nedesfășurat |
| 1975        | Jean-Pierre Jarier    | James Hunt            | Emerson Fittipaldi             | McLaren-Ford             | Detalii      |
| 1974        | Ronnie Peterson       | Clay Regazzoni        | Denny Hulme                    | McLaren-Ford             | Detalii      |
| 1973        | Clay Regazzoni        | Clay Regazzoni        | Emerson Fittipaldi             | Lotus-Ford               | Detalii      |
| 1972        | Carlos Reutemann      | Carlos Reutemann      | Jackie Stewart                 | Tyrrell-Ford             | Detalii      |
| 1971        | Rolf Stommelen        | Chris Amon            | Chris Amon                     | Matra                    | Detalii      |
| 1970 - 1961 | Nedesfășurat          | Nedesfășurat          | Nedesfășurat                   | Nedesfășurat             | Nedesfășurat |
| 1960        | Stirling Moss         | Stirling Moss         | Bruce McLaren                  | Cooper-Climax            | Detalii      |
| 1959        | Nedesfășurat          | Nedesfășurat          | Nedesfășurat                   | Nedesfășurat             | Nedesfășurat |
| 1958        | Juan Manuel Fangio    | Juan Manuel Fangio    | Stirling Moss                  | Cooper-Climax            | Detalii      |
| 1957        | Stirling Moss         | Stirling Moss         | Juan Manuel Fangio             | Maserati                 | Detalii      |
| 1956        | Juan Manuel Fangio    | Juan Manuel Fangio    | Luigi Musso Juan Manuel Fangio | Ferrari                  | Detalii      |
| 1955        | José Froilán González | Juan Manuel Fangio    | Juan Manuel Fangio             | Mercedes-Benz            | Detalii      |
| 1954        | Giuseppe Farina       | José Froilán González | Juan Manuel Fangio             | Maserati                 | Detalii      |
| 1953        | Alberto Ascari        | Alberto Ascari        | Alberto Ascari                 | Ferrari                  | Detalii      |
| An          | Pole position         | Cel mai rapid tur     | Pilotul câștigător             | Constructorul câștigător | Detalii      |

## Statistici
Cinci piloți au obținut cel puțin câte un hat-trick (pole position, cel mai rapid tur și victorie într-o cursă): Alberto Ascari în 1953, Juan Manuel Fangio în 1956, Jacques Laffite în 1979, Alan Jones în 1980 și Nelson Piquet în 1981.

### Multipli câștigători
| Victorii | Pilot              | Ani                    |
| -------- | ------------------ | ---------------------- |
| 4        | Juan Manuel Fangio | 1954, 1955, 1956, 1957 |
| 2        | Emerson Fittipaldi | 1973, 1975             |
| 2        | Damon Hill         | 1995, 1996             |

| Victorii | Constructor | Ani                    |
| -------- | ----------- | ---------------------- |
| 4        | Williams    | 1980, 1995, 1996, 1997 |
| 3        | Ferrari     | 1953, 1956, 1998       |
| 2        | Maserati    | 1954, 1957             |
| 2        | Cooper      | 1958, 1960             |
| 2        | Lotus       | 1973, 1978             |
| 2        | McLaren     | 1974, 1975             |

### Multipli deținători depole position
| Pole-uri | Pilot              | Ani        |
| -------- | ------------------ | ---------- |
| 2        | Juan Manuel Fangio | 1956, 1958 |
| 2        | Stirling Moss      | 1957, 1960 |
| 2        | David Coulthard    | 1995, 1998 |

### Multipli deținători de cel mai rapid tur
| CMRT | Pilot              | Ani              |
| ---- | ------------------ | ---------------- |
| 3    | Juan Manuel Fangio | 1955, 1956, 1958 |
| 2    | Stirling Moss      | 1957, 1960       |
| 2    | Clay Regazzoni     | 1973, 1974       |
| 2    | James Hunt         | 1975, 1977       |